# Hydrophoria disticrassa
Hydrophoria disticrassa är en tvåvingeart som beskrevs av Xue och Bai 2010. Hydrophoria disticrassa ingår i släktet Hydrophoria och familjen blomsterflugor. Inga underarter finns listade i Catalogue of Life.